# 케미강

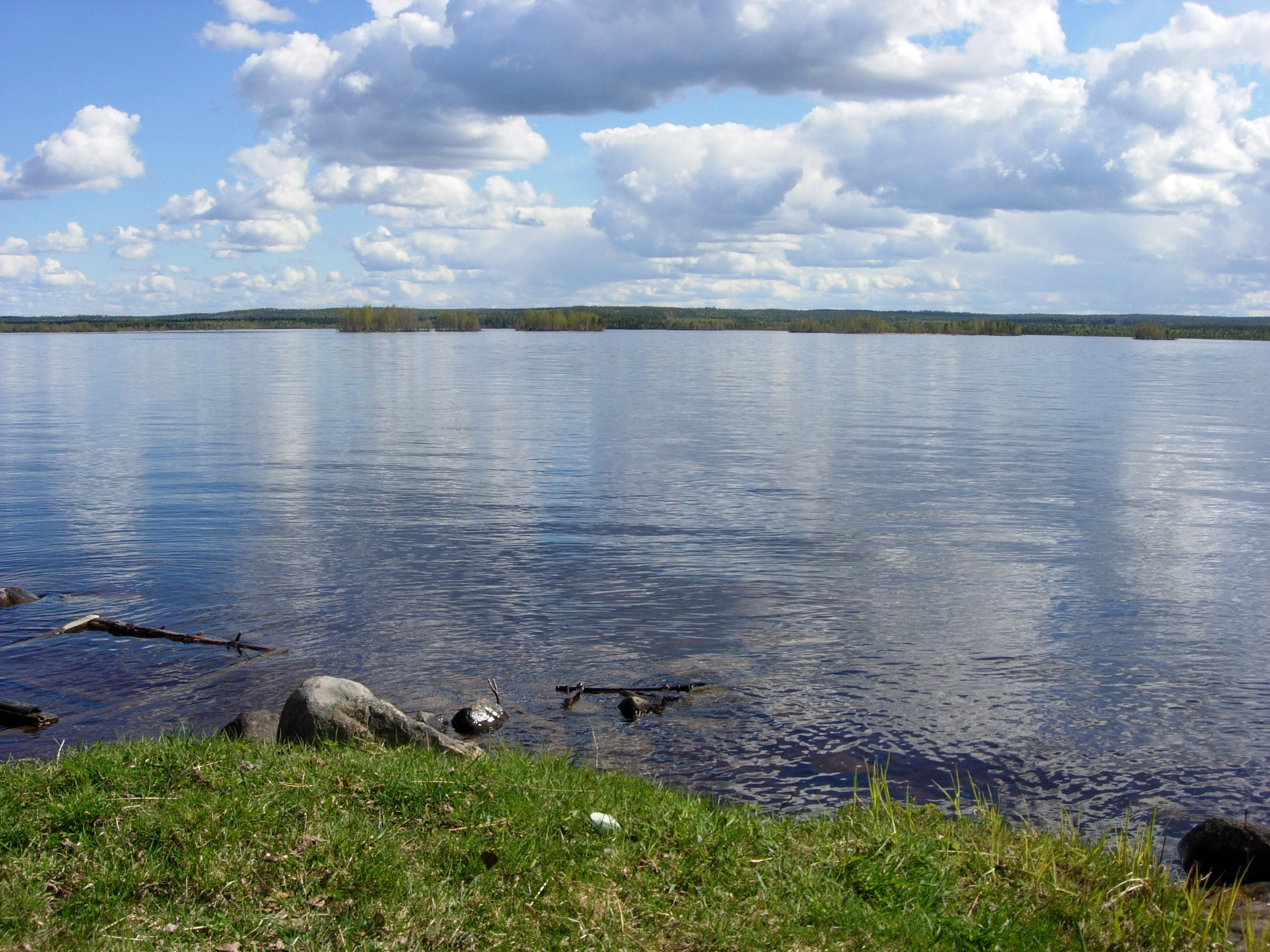
케미강의 모습

케미강(핀란드어: Kemijoki, 스웨덴어: Kemi älv, 북부 사미어: Giemajohka)은 핀란드에서 가장 긴 강으로서 케미얘르비 지역과 로바니에미 지역을 지나고, 이후 보트니아만으로 흘러들어간다. 로바니에미에서 오우나스강과 합류한다. 유역면적은 51,127 km2로, 핀란드령 라플란드의 상당 부분이 유역에 포함되어 있다. 노르웨이령, 러시아령에도 유역이 약간 걸쳐 있다. 전체 길이는 550km이다.

## 수력발전소
1946년 이소하라 지역에 첫 수력발전소가 건설된 이래 지금까지 18개의 수력발전소가 건설되었다. 첫 수력발전소는 제2차 세계대전 이후 1946년에 건설되었고, 1948년에 발전을 시작하였다. 2003년 기준으로 발전소는 총 4.3 TWh의 전기를 생산하였으며 이는 핀란드의 수력 발전량 중 34.5%를 차지한다.